# Franz Brunner (Politiker, 1807)
Franz Brunner (* 12. Juni 1807, anderes Datum 2. Juni 1807 in Solothurn; † 6. Dezember 1868 ebenda), heimatberechtigt in Balsthal und ab 1814 in Solothurn, war ein Schweizer Politiker und Bankier.

## Leben

### Familie
Franz Brunner entstammte der führenden Familie Brunner aus dem Balsthal und war der Sohn des Solothurner Kronenwirts (siehe Hotel Krone (Solothurn)) Franz Jakob Brunner (* 1770 in Balsthal; † 8. Mai 1814), Statthalter in Balsthal, und dessen Ehefrau Maria Beatrix Domenika (* 1782 auf Schloss Wartensee in Neuenkirch; † August 1814), Tochter des Kanzlers Jost Josef Felix Schnyder von Wartensee (1757–1833).
Er hatte mehrere Geschwister, zu diesen zählte unter anderem sein Bruder Johann Jakob Brunner (* 10. August 1800 in Balsthal; † 21. September 1866 in Solothurn), der später Maler wurde und 1850 den Kunstverein Solothurn gründete.
Der Politiker Josef Munzinger war sein Cousin.
Seit dem 1. April 1836 war er mit Elisabeth, die Tochter des Pfisters und Wirts Franz Jakob Frölicher, verheiratet; gemeinsam hatten sie zwei Töchter. Seine Tochter Maria Brunner (* 10. Februar 1840 in Solothurn; † unbekannt) war mit dem Politiker Wilhelm Vigier von Steinbrugg verheiratet.
Seinen Wohnsitz hatte er in St. Niklaus bei Solothurn.
Als er starb, hinterliess er ein Vermögen von über einer halben Million Schweizer Franken; er stiftete einen grossen Teil seines Vermögens für verschiedene gemeinnützige Organisationen.
Seine Beisetzung fand auf dem Friedhof St. Katharinen in Solothurn statt.

### Werdegang
Nach dem Besuch des Gymnasiums Solothurn (siehe Kantonsschule Solothurn), erhielt Franz Brunner eine kaufmännische Ausbildung auf der Bank von Ludwig Zeerleder in Bern und war ab 1825 für mehrere Jahre als Kaufmann in Bern, Genf, Paris und Mailand tätig; später vertrat er das Bankhaus Zeerleder in Solothurn und gründete ein eigenes Bankgeschäft.
1837 initiierte er in Solothurn die Gründung der Kantonal-Ersparniskasse, ausgestattet mit der Garantie des Staates, und war von 1838 bis 1855 deren Verwalter und Einnehmer.
Seit 1848 war er im Verwaltungsrat der von Roll’schen Eisenwerke (siehe Von Roll), den er seit 1865 präsidierte.

### Politisches und gesellschaftliches Wirken
Von 1832 bis 1868 war Franz Brunner im Solothurner Gemeinderat vertreten und in dieser Zeit von 1835 bis zu seinem Tod liberaler Gross- beziehungsweise Kantonsrat; 1841 war er Vizepräsident des Grossen Rats.
Er war mehrmals Tagsatzungsgesandter und 1838 Mitglied der Kommission zur Schaffung des Solothurner Zivilgesetzbuchs.
1851 erfolgte seine Wahl zum Ständerat, die er jedoch, wie bereits vorher zum Nationalrat, ablehnte.
Franz Brunner setzte sich für den Bau der Bahnlinie Solothurn – Grenchen ein, so war er unter anderem in der Kommission des Grossen Rats, die über das Konzessionsbegehren für den Bau einer Eisenbahnlinie von Johann Jakob Sulzberger (1802–1855) zu entscheiden hatte.
1855 war er Mitglied des Organisationskomitees für das Eidgenössische Freischießen (siehe auch Eidgenössisches Schützenfest).
Er wurde 1856 in den Verfassungsrat gewählt.
1857 wurde er in den Verwaltungsrat der neu gegründeten Solothurner Kantonalbank sowie zum Vizepräsidenten der Bankdirektion gewählt und war Mitglied im Ausschuss der Pestalozzistiftung der deutschen Schweiz, die 1846 eine Zöglingsanstalt für arme und verwahrloste Kinder in Olsberg (siehe Stift Olsberg) eingerichtet hatte.
Er war 1858 im Administrationsrat der 1854 gegründeten Solothurnischen Dampfschiffahrtsgesellschaft für die Juragewässer.
1859 regte er den Bau der katholischen Jungenerziehungsanstalt Rettungsanstalt Sonnenberg in Kriens an und war ein Förderer der Mädchenerziehungsanstalt des Kaufmanns Victor Discher und des Bürgerspitals Solothurn (siehe Solothurner Spitäler#Bürgerspital Solothurn).
Er war 1863 im Ausschuss, der Beratungen durchführte für den geplanten Bau des Weissensteintunnels.

## Mitgliedschaften
Franz Brunner war von 1842 bis 1851 der erste Präsident des Solothurner Gewerbevereins.
1850 war er Mitbegründer des Solothurner Armenvereins und von 1855 bis zu seinem Tod der Präsident des Vereins.
Er war seit 1841 Mitglied der Schweizerischen Gemeinnützigen Gesellschaft und wurde 1859, als Nachfolger von Karl Styger, deren Präsident.